# Степаков Володимир Ілліч
Володимир Ілліч Степаков (13 червня 1912, місто Калуга, тепер Російська Федерація — 28 травня 1987, місто Москва) — радянський діяч, головний редактор газети «Известия», завідувач відділу пропаганди і агітації ЦК КПРС, надзвичайний і повноважний посол СРСР в Югославії. Член Центральної Ревізійної Комісії КПРС у 1961—1966 роках. Член ЦК КПРС у 1966—1981 роках. Депутат Верховної Ради Російської РФСР 6-го скликання. Депутат Верховної Ради СРСР 7-го скликання. Кандидат економічних наук (1958), доктор історичних наук (1968).

## Життєпис
Народився в родині службовця. У 1927—1932 роках працював учнем слюсаря і слюсарем фабрики в місті Калузі, лісорубом у Північному краї (на Архангельщині).
У 1932—1935 роках — слухач Вищої комуністичної сільськогосподарської школи в місті Тулі.
У 1935—1937 роках служив червоноармійцем і командиром відділення в Червоній армії.
Член ВКП(б) з 1937 року.
У 1937—1940 роках — інспектор, начальник сектора в Народному комісаріаті важкої промисловості СРСР. У 1940—1941 роках — начальник сектора в Народному комісаріаті шляхів сполучення СРСР.
У 1941—1944 роках — начальник цеху заводу.
З 1944 року — на партійній роботі. У 1948—1950 роках — завідувач відділу Московського міського комітету ВКП(б).
У 1950—1952 роках — 2-й секретар, 1-й секретар Первомайського районного комітету ВКП(б) міста Москви.
У 1952 році закінчив заочно Московський державний педагогічний інститут імені Леніна.
У 1952—1953 роках — заступник начальника Управління Міністерства державної безпеки (МДБ) СРСР по Московській області.
У 1953—1957 роках — аспірант Академії суспільних наук при ЦК КПРС.
У 1957—1959 роках — завідувач відділу пропаганди і агітації Московського міського комітету КПРС.
У 1959 — 9 грудня 1960 року — секретар Московського міського комітету КПРС. 9 грудня 1960 — 27 лютого 1961 року — 2-й секретар Московського міського комітету КПРС.
У лютому 1961—1962 роках — завідувач відділу пропаганди і агітації ЦК КПРС по Російській РФСР.
У 1962—1964 роках — завідувач ідеологічного відділу ЦК КПРС по сільському господарству.
У жовтні 1964 — травні 1965 року — головний редактор газети «Известия».
У травні 1965 — 1970 року — завідувач відділу пропаганди і агітації ЦК КПРС.
19 січня 1971 — 16 травня 1978 року — надзвичайний і повноважний посол СРСР в Соціалістичній Федеративній Республіці Югославія.
З травня 1978 року — персональний пенсіонер союзного значення в Москві. Помер 28 травня 1987 року. Похований на Новокунцевському цвинтарі Москви.

## Нагороди і звання
- орден Леніна (13.03.1967)
- орден Вітчизняної війни ІІ ст. (6.04.1985)
- два ордени Трудового Червоного Прапора (.06.1962, 26.08.1971)
- два ордени Дружби народів (27.12.1977, 11.06.1982)
- медаль «За трудову доблесть» (11.07.1960)
- медаль «За доблесну працю. В ознаменування 100-річчя з дня народження Володимира Ілліча Леніна» (1970)
- медалі
- надзвичайний і повноважний посол СРСР